# Vallombrosa e Bosco di S. Antonio
Vallombrosa e Bosco di S. Antonio este o arie protejată (arie specială de conservare — SAC, sit de importanță comunitară — SCI) din Italia întinsă pe o suprafață de 2.697 ha, integral pe uscat.

## Localizare
Centrul sitului Vallombrosa e Bosco di S. Antonio este situat la coordonatele 43°44′26″N 11°33′34″E / 43.740556°N 11.559444°E.

## Înființare
Situl Vallombrosa e Bosco di S. Antonio a fost declarat sit de importanță comunitară în iunie 1995 pentru a proteja 11 specii de animale. Situl a fost protejat și ca arie specială de conservare în decembrie 2016.

## Biodiversitate
Situată în ecoregiunea mediteraneană, aria protejată conține 12 habitate naturale: Păduri de fag Luzulo-Fagetum, Pante stâncoase silicioase cu vegetație casmofită, Liziere de ierburi înalte hidrofile de câmpie și de nivel montan până la alpin, Pajiști uscate europene, Formațiuni ierboase bogate în specii de Nardus, dezvoltate pe substraturi silicioase în zone montane (și în zone submontane, în Europa continentală), Peșteri inaccesibile publicului, Păduri de fag din Apenini cu Abies alba și păduri de fag cu Abies nebrodensis, Păduri de Castanea sativa, Formațiuni de Juniperus communis pe lande sau pajiști calcaroase, Roci stâncoase cu vegetație pionieră de Sedo-Scleranthion sau Sedo albi-Veronicion dillenii, Păduri panonice-balcanice de stejar turcesc - stejar sesil, Păduri de fag Asperulo-Fagetum.
La baza desemnării sitului se află mai multe specii protejate:
- păsări (3): cojoaica de pădure (Certhia familiaris), Dryobates minor, viespar (Pernis apivorus)
- amfibieni (2): Bombina pachypus, Triturus carnifex
- mamifere (4): lupul (Canis lupus), liliac cărămiziu (Myotis emarginatus), liliacul mare cu potcoavă (Rhinolophus ferrumequinum), liliacul mic cu potcoavă (Rhinolophus hipposideros)
- nevertebrate (1): rădașcă (Lucanus cervus)
- pești (1): Padogobius nigricans

Pe lângă speciile protejate, pe teritoriul sitului au mai fost identificate 10 specii de plante, 2 specii de amfibieni, 8 specii de mamifere, 17 specii de nevertebrate, 2 specii de reptile.